# Districtul Thalang
Thalang (în thailandeză ถลาง) este un district (Amphoe) din provincia Phuket, Thailanda, cu o populație de 75.224 de locuitori și o suprafață de 252,0 km².

## Componență
Districtul este subdivizat în 6 subdistricte (tambon), care sunt subdivizate în 46 de sate (muban).
| Nr. | Nume          | În thailandeză | Sate | Locuitori |
| --- | ------------- | -------------- | ---- | --------- |
| 1.  | Thep Krasatti | เทพกระษัตรี      | 11   | 18,320    |
| 2.  | Si Sunthon    | ศรีสุนทร         | 8    | 14,197    |
| 3.  | Choeng Thale  | เชิงทะเล        | 6    | 14,113    |
| 4.  | Pa Khlok      | ป่าคลอก         | 9    | 12,224    |
| 5.  | Mai Khao      | ไม้ขาว          | 7    | 11,874    |
| 6.  | Sakhu         | สาคู            | 5    | 4,496     |

|| 
|}